# مايك هارت
مايك هارت (بالإنجليزية: Mike Hart)‏ هو لاعب كرة قدم أمريكية أمريكي، ولد في 9 أبريل 1986 في سيراكيوز في الولايات المتحدة.

## وصلات خارجية
- مايك هارت على موقع مرجع كرة القدم المحترفة.كوم (الإنجليزية)